# Fimbristylis wetarensis
Fimbristylis wetarensis är en halvgräsart som beskrevs av Jisaburo Ohwi. Fimbristylis wetarensis ingår i släktet Fimbristylis och familjen halvgräs. Inga underarter finns listade i Catalogue of Life.